# Royal Pains
Royal Pains (estilizada como "℞oyal Pains") es una serie que se estrenó el 4 de junio de 2009, protagonizada por Mark Feuerstein como médico de urgencias quien, después de haber sido injustamente culpado por la muerte de un paciente importante, se muda a Los Hamptons y se convierte en un reacio "médico a contratar" de los ricos y famosos. Cuando la administradora del hospital local le pide para tratar con los menos afortunados, se encuentra en una línea entre hacer el bien para sí mismo y hacer el bien para los demás. La serie se basa en parte de una práctica real y conserjería médica de los médicos independientes y empresas.
El episodio piloto fue filmado en la ubicación de Long Island, Nueva York, en la primavera y otoño del 2008. The Hollywood Reporter informó el 5 de enero que la serie tendría una temporada de 12 episodios. El tema de la serie es "Independence" por la banda danesa The Blue Van. El 28 de julio de 2009, se renovó para una segunda temporada con 18 episodios comenzando en el verano del 2010. El piloto fue dirigido por Jace Alexander, quien también grabó el piloto de Burn Notice, otro show de Estados Unidos, que sale al aire una hora antes de Royal Pains. Andre Lenchewski escribió el episodio piloto y Rich y Paul Frank son los productores ejecutivos del proyecto, con Lenchewski como coproductor ejecutivo y John P. Rogers produciendo. El 28 de septiembre de 2010, se renovó la serie para una tercera temporada.

## Elenco y personajes
- Mark Feuerstein como Henry "Hank" Lawson. El protagonista. Un exitoso doctor de sala de urgencia que fue despedido de su trabajo después de que un rico benefactor del hospital muriera bajo su cuidado. Cuando él salva la vida de alguien durante un viaje a Los Hamptons, acepta una oferta de un noble alemán para permanecer como médico en la comunidad turística. A menudo sirve a clientes ricos, pero también a otros con necesidad de atención médica y a menudo sin los medios para pagarla. De acuerdo con el episodio "Keeping the Faith", él y su hermano son judíos.
- Paulo Costanzo como Evan R. Lawson. El hermano menor de Hank. Es contable y se hace cargo de la dirección financiera del negocio médico que funda junto a su hermano y Divya, HankMed. `Por lo general, se encarga de promocionar el negocio, usando en ocasiones estrategias que Hank encuentra inapropiadas o demasiado comerciales. Al final de la temporada 4, se casa con Paige, la hija adoptiva de una rica familia conservadora. Cuando Boris compra el Hampton Heritage Hospital en la temporada 7, él se convierte en miembro del Consejo de Administración y administrador del mismo.
- Reshma Shetty como Divya Katdare. La ayudante de Hank. Se une al equipo tempranamente y es muy valiosa para Hank. Sin embargo, tiene que mantener su carrera médica en secreto de sus padres. En contra de sus deseos, sus padres la han forzado a un compromiso matrimonial arreglado con un amigo de la infancia. En la temporada 6 da a luz a una hija, Sashi, fruto de su romance con un jugador de polo.
- Jill Flint como Jill Casey (Temporadas 1–4; recurrente en la 8). El interés romántico de Hank y administradora en el hospital local. Ella repetidamente coquetea con Hank, a pesar de que su relación se hace incómoda, especialmente después de que exesposo, Charlie, regresa brevemente. Aunque consigue sacar adelante una pequeña clínica con Hank, en la temporada 4 abandona los Hamptons para ir de voluntariado a África.
- Brooke D'Orsay como Paige Lawson (Temporadas 4–8; recurrente en la 2 y 3). Es la mujer de Evan. Evan es la hija de un matrimonio adinerado y conservador. Aunque al principio, el padre, un militar retirado con importantes aspiraciones políticas, no considera a Evan suficiente para su hija, acaban aceptándolo. Paige y Evan se conocieron cuando ella le contrató para hacerse pasar por su novio, derivando esta situación en una relación real. En la temporada 4 se revela que Paige es adoptada y al final de la temporada se casa con Evan.
- Ben Shenkman como Jeremiah Sacani (Temporadas 5–8; recurrente en la 4). Un médico que es contratado por Evan para remplazar a Hank durante su disputa laboral con su hermano. Tras volver a trabajar juntos, Sacani se quedó, formando parte del núcleo principal de HankMed. Es un investigador consumado y excelente en su trabajo, aunque tiene un trato incómodo con los pacientes debido a sus limitadas habilidades sociales. Sacani es heredero de una vasta fortuna. Él y Divya son mejores amigos; Divya y su hija se mudan a su casa en la temporada 6, pero su amistad casi se rompe cuando Divya se entromete y sin querer casi destruye la relación de Jeremiah con una mujer llamada Viviana. En la temporada 7, Jeremiah es estafado por un excompañero de clase de la universidad.
- Campbell Scott como Boris Kuester von Jurgens-Ratenicz (Temporadas 4 & 5; recurrente en las temporadas 1–3 & 6–8). Un adinerado empresario alemán que ofrece a Hank y Evan hospedarse en su casa de invitados, siendo el primer cliente de Hank. Boris padece una enfermedad genética, estando determinado a que esa enfermedad morirá con él al mismo tiempo que busca un tratamiento. Acostumbrado a obtener todo lo que quiere, Boris tiene un rígido código de conducta, que en ocasiones colisiona con Hank. En la temporada 3 tiene un hijo, Carlos, con su esposa Marissa. En la temporada 6 compra el Hampton Heritage Hospital, tras decidir asentarse permanentemente en los Hamptons y convence a Hank, Evan, Divya y Jeremiah para integrarse en el Consejo de Administración del hospital; en secreto, tiene otros motivos para adquirir el hospital.

## Episodios
Artículo principal: Anexo:Episodios de Royal Pains

## Índices de audiencia
| Temporada | Episodios | Transmisión          | Transmisión              | Espectadores (en millones) |
| Temporada | Episodios | Estreno de temporada | Final de temporada       | Espectadores (en millones) |
| --------- | --------- | -------------------- | ------------------------ | -------------------------- |
| 1         | 12        | 4 de junio de 2009   | 27 de agosto de 2009     | 5.97                       |
| 2         | 18        | 3 de junio de 2010   | 24 de febrero de 2011    |                            |
| 3         | 16        | 3 de junio de 2010   | 24 de febrero de 2011    |                            |
| 4         | 16        | 6 de junio de 2012   | 16 de diciembre de 2012  |                            |
| 5         | 13        | 12 de junio de 2013  | 11 de septiembre de 2013 |                            |
| 6         | 13        | 10 de junio de 2014  | 2 de septiembre de 2014  |                            |
| 7         | 8         | 2 de junio de 2015   | 21 de julio de 2015      |                            |
| 8         | 8         | 18 de mayo de 2016   | 6 de julio de 2016       |                            |

La temporada 2 se terminaría en enero de 2011.

## Ubicación
La producción principal del piloto del programa tuvo lugar en Los Hamptons. Sin embargo, también se usaron otras localizaciones a lo largo de Long Island, con Oheka Castle siendo el más prominente. Aunque en realidad está localizada a 60 millas al oeste, en Huntington, Oheka sirvió como la casa de Boris, el noble alemán que ofrece su casa de invitados a Hank y Evan. En episodios posteriores se utilizaron tomas del exterior de Oheka para introducir las escenas en la casa de invitados.
En un episodio, Dairy Barn fue usado como un puesto de perritos calientes; se puede ver un cartel en la apertura de esa escena. También, muchas escenas fueron grabadas al lado de la bahía de Point Lookout. Otros lugares usados como los Hamptons ficticios incluyeron Northport Village en la Ciudad de Huntington, Old Westbury Gardens, el náutico Mile, que sirvió como el exterior y el estacionamiento del Hospital Hampton Heritage, el Parque Histórico Caumsett y Oyster Bay Town Hall, que fue transformado en la entrada de la sala de emergencias del Hospital Hamptons Heritage. La playa Catalina en Atlantic Beach, Nueva York fue transformada para el episodio piloto en el Hampt Inn, el hostal en el que Hank y Evan se quedaron en su llegada a Los Hamptons.
Dos episodios de la segunda temporada tuvieron lugar en Cuba, pero fueron filmados en Puerto Rico.
La grabación del programa tuvo lugar el 28 de octubre de 2010 en 1550 Franklin Ave, Mineola. Como apoyo, usaron una placa con el nombre de un edificio diferente para una de las tomas.

## Recepción
Royal Pains se ha convertido en uno de los programas más vistos por la audiencia de la televisión por cable en Estados Unidos. El estreno de la serie fue visto por 5.57 millones de espectadores, el estreno más alto por USA Network desde Psych en el 2006. Los episodios dos y tres fueron vistos por 5.59 millones de espectadores y 6.5 millones, respectivamente, fue el primer programa en cinco años en tener un aumento de audiencia de la segunda semana a la tercera semana.

## Lanzamiento en DVD
Universal Studios Home Entertainmente emitió la primera temporada de Royal Pains en la Región 1 el 25 de mayo del 2010 y en la Región 4 el 25 de agosto del 2010. Los episodios también están disponibles en iTunes.
| Título        | Región 1            | Región 4        | Bonus |
| ------------- | ------------------- | --------------- | --- |
| Temporada Una | 25 de mayo de 2010. | August 25, 2010 | Escenas eliminadas, Gag Reel, Comentarios, Vídeo Blogs de Paulo, Dr. Irv Danesh: El Doctor Real de Royal Pains (Psych, episodio 4.07) |

## Distribución internacional
| Mercado Internacional | Locutor                       | Estreno de temporada | Estreno de temporada                         | Título Local (si es diferente)                 |
| --------------------- | ----------------------------- | -------------------- | -------------------------------------------- | ---------------------------------------------- |
| Italia                | Joi; Italia 1                 | 1                    | 10 de septiembre de 2009, 6 de junio de 2010 |                                                |
| Italia                | Joi                           | 2                    | 10 de septiembre de 2010                     |                                                |
| España                | Mediaset España               | 1                    | 6 de julio de 2012                           |                                                |
| España                | Paramount Comedy              | 2                    | 13 de septiembre de 2010                     |                                                |
| Polonia               | TVP 1                         | 1                    | 6 de enero de 2010                           |                                                |
| Australia             | Channel Seven                 | 1                    | 1 de febrero de 2010                         |                                                |
| Brasil                | Sony Entertainment Television | 1                    | 21 de febrero de 2010                        |                                                |
| México                | Sony Entertainment Television | 1                    | 21 de febrero de 2010                        |                                                |
| Grecia                | Star Channel                  | 1                    | 13 de marzo de 2010                          |                                                |
| Rumania               | Universal Channel             | 1                    | 3 de mayo de 2010                            |                                                |
| Reino Unido           | Hallmark Channel (UK)         | 1                    | 9 de mayo de 2010                            |                                                |
| Filipinas             | 2nd Avenue                    | 1                    | 11 de mayo de 2010                           |                                                |
| Israel                | Yes Stars Drama               | 1                    | 8 de junio de 2010                           |                                                |
| Japón                 | WOWOW                         | 1                    | 3 de julio de 2010                           | (Emergency M.D. Hank: Celebrity Medical Files) |
| Bulgaria              | Nova Television               | 1                    | 17 de julio de 2010                          |                                                |
| Francia               | Canal+                        | 1                    | 18 de julio de 2010                          |                                                |
| Noruega               | Viasat 4                      | 1                    | 19 de julio de 2010                          |                                                |
| Dinamarca             | TV 3                          | 1                    |                                              |                                                |
| Eslovenia             | POP BRIO                      | 1                    | 3 de septiembre de 2010                      | Dr. De Luxe                                    |
| Suecia                | TV 6                          | 1                    |                                              |                                                |
| India                 | STAR World                    | 2                    | 12 de diciembre de 2010                      |                                                |
| Finlandia             | MTV3                          | 1                    | 7 de enero de 2011                           |                                                |
| Uruguay               | Sony Entertainment Television |                      |                                              |                                                |

## Problemas legales
El 6 de julio de 2010, Hayden Christensen, el actor conocido por su papel de Anakin Skywalker/Darth Vader en la saga de Star Wars, y su hermano mayor, presentaron una demanda en contra de USA Network en la Corte Federal de Manhattan. En la demanda, los hermanos afirmaron haber lanzado una idea para una nueva serie de televisión a USA Network, llamada "Housecall", que involucraba a un médico de conserjería que hacía visitas a las casas de ricos y famosos. Los dos hermanos también afirmaron que los ejecutivos de USA Network le dijeron "que anteriormente al saber sobre 'Housecall, él no estaba consciente de los médicos de consejería y que él pensó que era una idea fascinante." Un portavoz de USA Network se negó a comentar sobre la demanda.